# John Carlson (konstnär)
John Emanuel Carlson, född 16 juli 1896 i Överselö, död 31 mars 1979 i Sundbyberg, var en svensk konstnär och målare.
Carlson studerade vid:
- Tekniska skolans afton- och söndagsskola 1912–1915.
- Pratt Institute, Brooklyn, New York, USA.
- Art Students League of New York, 1924–1927.
- Konsthögskolan, Stockholm, avdelningen för kroki, 1932–1934. Samt studieresor till bl.a. Danmark, Frankrike, Spanien, England och Italien.

Han vistades i USA 1915–1929 och målade där främst landskap med indianer. Han deltog i Brooklyn Museums utställningar 1926, 1928 och 1932 samt i en utställning i Chicago. Han har målat landskap från Norrland samt motiv från Stockholmstrakten, företrädesvis då från Sundbyberg. 